# Ana Maria Bahiana
Ana Maria Bahiana (Rio de Janeiro, 15 dicembre 1950) è una giornalista, critica musicale, critica cinematografica, paroliera, blogger, saggista e traduttrice brasiliana.

## Biografia
Antifascista fin da ragazza, Ana Maria Bahiana era ancora una studentessa nel biennio 1970-71 quando ha fatto da paroliera nei due album incisi da José Mauro, partecipandovi anche come voce di sottofondo  (nel primo di essi, Obnoxious, caratterizzato da una dichiarata avversione al governo dei militari, appare in copertina insieme al cantautore). Firmò altri testi musicali dopo essersi affermata nel giornalismo per cantanti come Marlui Miranda e Sueli Costa o band come O Faia e Contas de Vidro.
Il suo esordio nella stampa è avvenuto nel 1972, anno in cui è entrata nella redazione brasiliana di Rolling Stone. A partire da quel momento si è sempre occupata di critica musicale e cinematografica scrivendo per giornali, riviste, programmi televisivi, trasmissioni radiofoniche e siti web compreso il suo blog personale. Laureata alla Pontifícia Università Cattolica di Rio de Janeiro, Ana Maria Bahiana è assai conosciuta nel suo Paese avendo scritto per tutte le più importanti testate cartacee brasiliane: O Estado de S. Paulo, Folha de S. Paulo, O Globo e Jornal do Brasil. 
Dal 1987 vive e lavora negli Stati Uniti, a Los Angeles, in qualità di corrispondente per Telecine, Globosat e TV Globo. Inoltre collabora con testate di altri Paesi, in particolare Francia e Australia.
Ana Maria Bahiana è stata una delle due sole personalità brasiliane (l'altra era Paoula Abou-Jaoude) a far parte della Hollywood Foreign Press Association, i cui membri decidevano annualmente tramite votazione le assegnazioni dei Golden Globe. 
Studiosa dei nuovi mezzi di comunicazione, ha pubblicato alcuni saggi a partire dalla fine degli anni 70 e tradotto testi dall'inglese.
Nel 2000 Ana Maria Bahiana ha scritto soggetto e sceneggiatura del film 1972, diretto da José Emilio Rondeau, a quell'epoca suo marito.   La coppia ha divorziato qualche tempo dopo.

## Pubblicazioni principali
- Almanaque 1964, Companhia das Letras, 2014
- Como Ver Um Filme, Nova Fronteira, 2012
- Almanaque anos 70, Ediouro, 2006
- Nada será como antes, Editora Nova Fronteira, 1979; Editora Senac Rio, 2006
- Jimi Hendrix: domador de raios, Editora  Brasiliense, 1979; Editora Pazulin, 2006
- A luz da lente, Editora Globo, 1998
- América de A a Z, Editora Objetiva, 1994